# Ничипорчук Олександр Анатолійович
Олександр Анатолійович Ничипорчук (нар. 14 квітня 1992) — український легкоатлет, який спеціалізується в метанні списа, багаторазовий чемпіон України та призер національних чемпіонатів з метання списа.
На національних змаганнях представляє місто Київ.
Тренується під керівництвом Миколи Гурневича.
Одружений з метальницею списа Тетяною Ничипорчук (дошлюбне прізвище — Фетіскіна).

## Основні міжнародні виступи
| Рік  | Змагання                       | Місто       | Місце | Примітки |
| ---- | ------------------------------ | ----------- | ----- | -------- |
| 2011 | Чемпіонат Європи серед юніорів | Таллінн     | 7     |          |
| 2012 | Кубок Європи з метань          | Бар         | 1     | U23      |
| 2012 | Чемпіонат Європи               | Гельсінкі   | 1кв10 |          |
| 2013 | Кубок Європи з метань          | Кастельйон  | 2     | U23      |
| 2013 | Чемпіонат Європи серед молоді  | Тампере     | 1кв8  |          |
| 2014 | Чемпіонат Європи               | Цюрих       | 10    |          |
| 2015 | Кубок Європи з метань          | Лейрія      | 7     |          |
| 2015 | Універсіада                    | Кванджу     | 11    |          |
| 2016 | Чемпіонат Європи               | Амстердам   | 2кв15 |          |
| 2017 | Кубок Європи з метань          | Лас-Пальмас | 4     |          |
| 2019 | Кубок Європи з метань          | Шаморін     | 2ф3   |          |
| 2019 | Командний чемпіонат Європи     | Бидгощ      | 9     |          |
| 2019 | Чемпіонат світу                | Доха        | 1кв16 |          |